# Bellevue (Tiel)

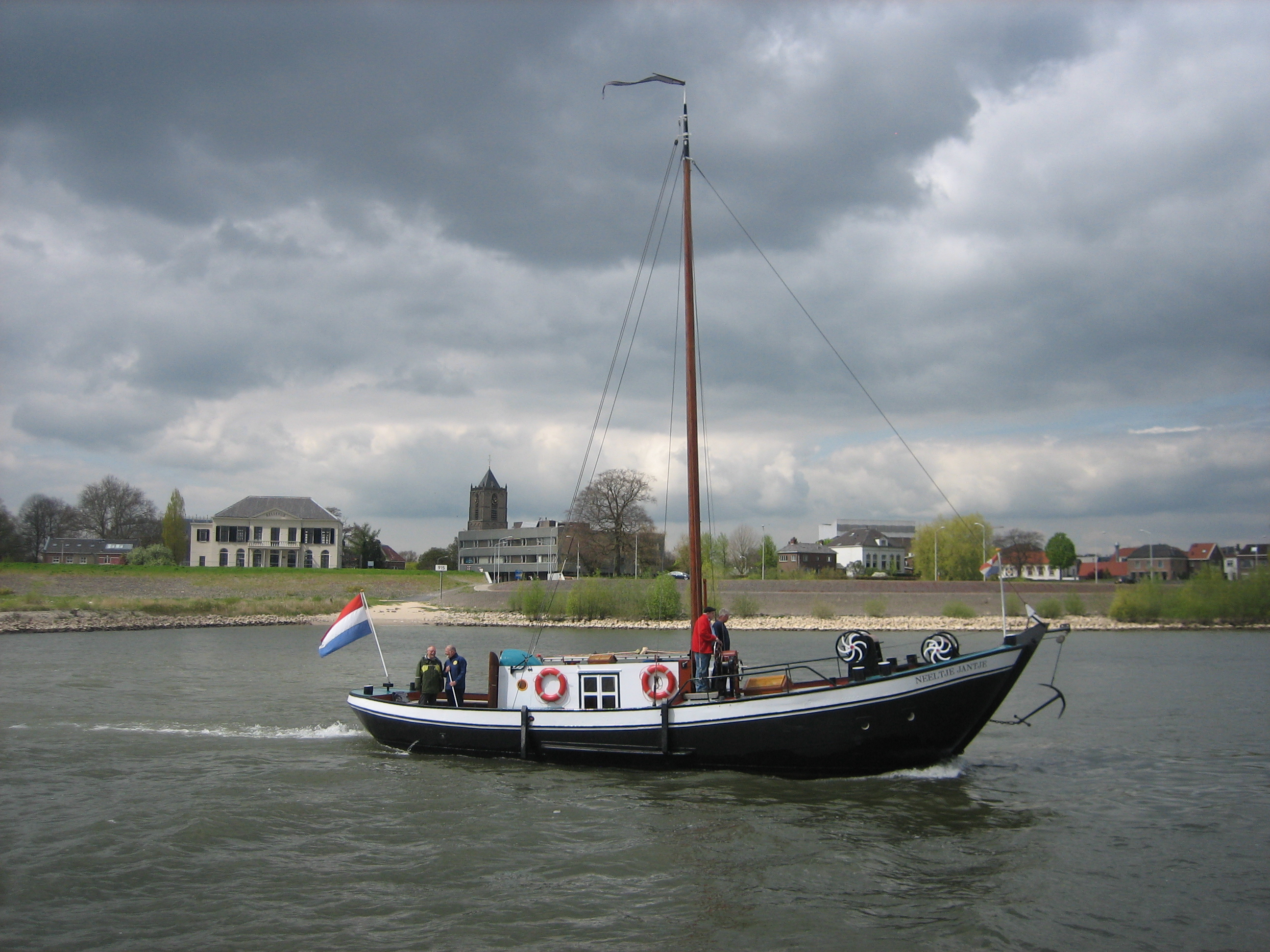
Zicht op Bellevue vanaf de Waal met de Neeltje Jantje

Bellevue is een voormalige sociëteit en koffiehuis voor gegoede handelslieden aan de Kwelkade in de Nederlandse stad Tiel. Het is in 1842 gebouwd door Johanna Geertrui Busink, de weduwe van Gerrit Campagne. De Kwelkade in de Hertogenwijk was het eerste en voor tientallen jaren belangrijkste industriegebied van Tiel. Aan de rivierzijde ligt Bellevue aan de Ophemertsedijk, waar de stoomschepen vroeger aanlegden. Het vormt een markant oriëntatiepunt in het gezicht op Tiel vanaf de Waal.
In en na de Eerste Wereldoorlog is de monumentale villa als woning in gebruik geweest bij de azijnfabrikant en bestuurder Jan Vermet (1870-1959). Later was de dienst Gemeentewerken van de gemeente Tiel er gevestigd. Na de verhuizing van die dienst naar het nieuwe stadhuis heeft Bellevue jaren leeg gestaan en raakte het in verval. Sinds 1996, toen het naastgelegen café Belvédère werd gesloopt ten behoeve van de dijkverzwaring, is het nog het enige van de oude karakteristieke dijkhuizen.
Eind jaren negentig kocht een Tielse ondernemer Bellevue van de gemeente voor de prijs van 700.000 gulden, op voorwaarde dat er weer een horecabedrijf gevestigd zou worden. Horeca bleek uiteindelijk volgens hem financieel niet haalbaar: hij ging er zelf wonen en wilde er kantoor gaan houden.
In oktober 2006 zou de gemeenteraad stemmen over het voorstel van B&W de bestemming te wijzigen. De burgemeester haalde het punt echter van de agenda omdat hij aanwijzingen had dat raadsleden 'onoirbaar' waren benaderd om hun stemgedrag te beïnvloeden, en deed aangifte bij het Openbaar Ministerie. Het komt zelden voor dat het Openbaar Ministerie onderzoek doet naar mogelijke beïnvloeding van raadsleden.
Onverwacht werd in maart 2007 in de gemeenteraad bekendgemaakt dat er toch kleinschalige horeca in Bellevue zou komen. De aanleiding voor de plotselinge wijziging is onduidelijk; wel is bekend dat de eigenaar een forse rijkssubsidie dreigde mis te lopen als de restauratie niet spoedig zou beginnen.
In april 2012 is in het pand een restaurant geopend, dat echter in december 2012 alweer failliet werd verklaard. De eigenaar eiste bij de Raad van State tevergeefs ontheffing van de verplichting er een horecabedrijf te vestigen. Ook een tweede horeca-ondernemer slaagde er niet in de exploitatie rond te krijgen. Daarop diende de eigenaar een plan bij de gemeente in waarbij alleen de begane grond voor horeca gebruikt wordt en het souterrain en de bovenverdieping een woon- en kantoorfunctie krijgen. Ondanks een uitspraak van de rechter dat de eigenaar zich voldoende had ingespannen om horeca in Bellevue te krijgen, en dat een rendabele exploitatie niet mogelijk is gebleken, kreeg Bellevue in mei 2016 toch een horecafunctie.